# فناوری عصبی
فناوری عصبی (به انگلیسی: Neurotechnology) اصطلاحی است که شامل هر روش یا وسیله‌ای می‌شود که در آن وسایل الکترونیکی مستقیماً با دستگاه عصبی ارتباط برقرار می‌کنند، از جمله آنهایی که برای بهبود و ترمیم عملکرد مغز از طریق تنظیم فعالیت عصبی طراحی شده‌اند.

## پیش زمینه
حوزه فناوری عصبی نزدیک به نیم قرن است که وجود دارد اما از بلوغ آن تنها ۲۰ سال می‌گذرد. تکامل فنون تصویربرداری از مغز، انقلابی در این زمینه ایجاد کرد و به محققان اجازه داد تا در طول آزمایش، مستقیماً بر فعالیت‌های مغز نظارت داشته باشند. فناوری عصبی تأثیر قابل توجهی بر جامعه گذاشته‌است. اگرچه حضور آن به قدری عادی شده که بسیاری از فراگیری آن غافل مانده‌اند. از داروهای درمانی گرفته تا تصویربرداری از مغز، فناوری عصبی تقریباً همه افراد در جوامع صنعتی را به‌طور مستقیم یا غیر مستقیم تحت تأثیر قرار می‌دهد، از داروهای ضد افسردگی، بی خوابی و مشکلات تمرکز یا داروهای آرام بخش گرفته تا کشف سرطان، توانبخشی بعد از سکته مغزی و موارد دیگر همگی امثالی از این حضور فراگیر هستند.

همراه با توسعه و تکامل علم در حوزه فناوری عصبی، جوامع، ظرفیت و توان بیشتری برای مهار و هدایت رفتار و سبک زندگی اجتماعی کسب می‌کنند. در حقیقت عمده فنون معمول نیز تمایل به سوی همین مقصود داشته‌اند و در همین مسیر تلاش کرده و می‌کنند. از جمله یکی از اهداف انواع بازیهای سنتی و  بازیهای ویدئویی، اعمال مدیریت و نیز تقویت توانایی‌ها و مهارتهای فکری و عصبی است.

در حال حاضر علوم و فنون موجود قادرند تقریباً از همه ابعاد و جزئیات مغز و دستگاه عصبی، تصویر برداری کرده و تا حدودی فعالیت دستگاه عصبی را مهار و هدایت کنند. برای مثال فناوری عصبی موجود می‌تواند برای مهار افسردگی، فعالیت مفرط و مخرب فکری، بی خوابی و بسیاری از موارد نامطلوب دیگر استفاده شود.
فناوری عصبی در درمان و توانبخشی نیز تجربه شده و می‌تواند هماهنگی اندام و اجزاء حرکتی در افراد آسیب دیده، برای مثال از سکته مغزی را تقویت کند؛ یا باعث تنظیم و بهبود عملکرد مغز و کاهش تعداد و شدت و طول حمله‌های صرع شود. در اختلالات حرکتی، ناشی از  تباهی مانند بیماری پارکینسون، بیماری هانتینگتون یا اسکلروز جانبی آمیوتروفیک، نیز فناوری عصبی مفید بوده و حتی می‌تواند  دردهای خیالی را بهبود بخشد. پیشرفتهای حاضر در حوزه توانبخشی، برای بیمارانی که از مشکلات عصبی رنج می‌برند، بسیار نوید بخش است. پیشرفتهای سریع و انقلابی در حوزه فناوری عصبی که از سال ۲۰۰۷ میلادی آغاز شده، منجر به ظهور دهه ای به نام دهه ذهن شده‌است. ضمن آن که فناوری عصبی می‌تواند امکان کشف مکانیزمهایی را مهیا کند که لازمه ادراک و آگاهی ذهنی هستند.

## انواع
تحریک اعماق مغز
مقاله اصلی: تحریک عمقی مغز
در حال حاضر تحریک اعماق مغز در بیماران مبتلا به اختلالات حرکتی برای بهبود کیفیت زندگی بیماران استفاده می‌شود.

### تحریک مغناطیسی مغز از خارج جمجمه
مقالات اصلی: تحریک مغناطیسی مغز و درمان توسط جریان ضعیف اکترو مغناطیسی

تحریک مغناطیسی مغز، فنی برای ایجاد میدان‌های مغناطیسی در مغز برای تنظیم فعالیت‌های الکتریکی در مکان‌های خاص مغز است. این رشته علمی در حال حاضر با داشتن یک ظرفیت بهره‌برداری که می‌تواند همراه با درک بهتر از این فناوری حاصل شود، مورد توجه زیادی قرار گرفته‌است. توانایی میدان مغناطیسی که از خارج جمجمه اعمال می‌شود در ایجاد حرکت در ذرات موجود در مغز، از جمله ذرات شیمیایی شناور، نویدبخش استفاده برتر درمانی است، زیرا مطالعات نشان داده‌اند که این روش نیازی به جراحی ندارد.

تحریک مغناطیسی مغز، یک روش نسبتاً جدید برای مطالعه نحوه عملکرد مغز است و در بسیاری از مطالعات آزمایشگاهی، روی اختلالات رفتاری، از جمله صرع، اختلال اضطراب پس از سانحه، میگرن، توهم و سایر اختلالات به کار می‌رود. در حال حاضر، تحریک مکرر مغز، توسط میدان مغناطیسی، با منشأ خارج از جمجمه، تحت مطالعه است، تا معلوم گردد که آیا اثرات رفتاری مثبت تحریک مغناطیسی مغز، می‌تواند دوام بیشتری پیدا کند؟ در برخی از موارد، تحریک مغناطیسی مغز، با روش‌های دیگر مطالعاتی، مانند ثبت نوار مغزی برای کسب اطلاعات بیشتر از فعالیت مغز ترکیب می‌شود.

### تحریک توسط جریان مستقیم از خارج به داخل جمجمه
مقاله اصلی: تحریک جریان مستقیم درون‌جمجمه‌ای

تحریک توسط جریان مستقیم از خارج به داخل جمجمه، نوعی تحریک عصبی است که به واسطه الکترودهایی که با سطح خارجی جمجمه تماس دارند، جریان مستقیم ثابت و ضعیف را به مقاصد درون مغز هدایت می‌کند.. مکانیسم‌های علت و معلولی اثرات این جریان هنوز به‌طور کامل و روشن درک نشده‌اند، اما پیشرفت‌های اخیر در فناوری عصبی که امکان ارزیابی درونی فعالیت الکتریکی مغز زنده را در طول تحریک جریان مستقیم درون‌جمجمه‌ای فراهم کرده‌است، نوید پیشرفت این مکانیسم‌ها را می‌دهد. تحقیقات انجام شده، پیرامون استفاده از تحریک جریان مستقیم درون‌جمجمه‌ای روی بزرگسالان سالم، نشان داده‌است که این روش، بسته به ناحیه ای از مغز که تحریک می‌شود، می‌تواند بازده فعالیت ذهنی را در امور مختلف افزایش دهد. از تحریک جریان مستقیم درون‌جمجمه‌ای، برای افزایش توانایی‌های گویشی، ریاضی، تمرکز فکری و حافظه استفاده شده‌است. ضمن این که با تحریک جریان مستقیم درون‌جمجمه‌ای می‌توان به صورت معکوس عمل کرد و مانع یادگیری، از جمله یادگیری ریاضی که مورد آزمایش قرار گرفته‌است، نیز شد.

### ثبت فعالیت زیستی در درون مغز
مقاله اصلی: نوار مغزی

ثبت فعالیت زیستی در درون مغز، (نوار مغزی) روشی برای اندازه‌گیری فعالیت امواج مغزی، بدون نیاز به انجام عمل جراحی است. تعدادی الکترود در اطراف سر و پوست سر قرار گرفته و پیام‌های الکترونیک قابل دریافت اندازه‌گیری می‌شوند. از نظر بالینی، نوار مغزی برای مطالعه صرع و همچنین سکته مغزی و وجود تومور در مغز استفاده می‌شود. هر چند روش ایکاگ (ECoG) نیاز به عمل جراحی و کاشت الکترود در سطح مغز در زیر جمجمه دارد اما بر اصول مشابهی متکی است، با این تفاوت که اندازه گیری با دقت و حساسیت بیشتری صورت می‌گیرد.
مغناطیس‌نگاری‌مغزی (مگنتوانسفالوگرافی) روش دیگری برای اندازه‌گیری فعالیت در درون مغز با اندازه‌گیری میدانهای مغناطیسی ناشی از جریانهای الکتریکی در مغز است. فایده استفاده از (مگنتوانسفالوگرافی) به جای (نوار مغزی) این است که تعیین محل بسیار دقیقتر صورت می‌گیرد و در نتیجه درک بهتری از نحوه واکنش نقاط مورد نظر در مقابل تحریکات هدایت شده یا فعالیت‌های غیرعادی، مانند تشنج‌های صرعی، حاصل می‌شود.
ظرفیت بهره‌برداری از (نوار مغزی) و (مگنتوانسفالوگرافی) در درمان و توانبخشی بیمارانی که از اختلالات عصبی، مانند صرع رنج می‌برند، نسبتاً گسترده‌است. یافته‌های حاصل از ثبت فعالیت زیستی در مغز در هنگام خواب، با استفاده از شیوه (نوار مغزی) قابل ملاحظه بوده‌است. از (مگنتوانسفالوگرافی) در ارتباط با دستگاه‌های دروغ سنج به صورت واقعی استفاده مفید شده‌است. به همین ترتیب ظرفیت درمانی (اف‌ام‌آرآی) در حال حاضر تحت مطالعه قرار دارد. تصور می‌شود که در صورت آگاه‌سازی بیمار از عملکرد مغز در هنگام درد؛ و ارائه بازخورد مستقیم و همزمان و قابل درک، می‌توان در درک بیمار از درد، تغییر به وجود آورد و از شدت نگرانی‌های ناشی از درد، کاست.

### کاشت درونی اجزاء مصنوعی
مقالات اصلی: واسط مغز و رایانه، شیمی سطح خارجی اجزاء مصنوعی عصبی
از اجزاء مصنوعی عصبی، می‌توان برای ثبت و استفاده از فعالیت مغزی و مهار و هدایت سایر دستگاه‌های زیستی، که بازخورد را به کاربر ارائه می‌دهند سود برد؛ یا عملکرد اجزاء زیستی مفقود شده را جبران کرد. رایج‌ترین دستگاه‌های عصبی موجود برای استفاده بالینی، محرک‌های داخلی مغز هستند که برای بیماران مبتلا به پارکینسون در هسته زیر تالاموس کاشته شده‌اند.

### شیمی درمانی و هدایت دارو
مقاله اصلی: داروهای روان‌پزشکی

مواد شیمیایی نقش مهمی در حفظ تعادل مغز ایفا می‌کنند و داروهای شیمیایی، رایج‌ترین فناوری عصبی مورد استفاده عموم مردم و پزشکان هستند. داروهایی مانند سرترالین، متیل‌فنیدات و زولپیدم، به عنوان تعدیل کننده‌های شیمیایی در مغز عمل می‌کنند و در بسیاری از افرادی که مغز آنها در شرایط فیزیولوژیکی نمی‌توانند به‌طور عادی عمل کنند، فعالیت طبیعی را امکان‌پذیر می‌کنند. در حالی که داروها معمولاً ذکر نمی‌شوند و حوزه خاص خود را دارند، شاید نقش داروها در جامعه مدرن، بیشترین اهمیت را دارا باشد.. هدایت ذرات مغناطیسی به مناطق مورد نظر مغز، برای تحویل دارو یک زمینه مطالعاتی در حال ظهور است و هیچ آسیب دوره ای یا مستمر قابل تشخیصی را تا به حال ایجاد نکرده‌است.